# Garage Hewlett-Packard
Le garage Hewlett-Packard est un ancien garage de Palo Alto, dans la baie de San Francisco, en Californie, devenu lieu historique de Californie et des États-Unis. Il s'agit du modeste garage de l'ancien domicile de style georgien de David Packard et de son épouse Lucile, qui ont vécu au rez-de-chaussée, au 367 Addison Avenue à Palo Alto, à proximité de l'université Stanford, dans la Silicon Valley. William Hewlett et David Packard y ont développé dans les années 1930 leur premier produit électronique et fondé la société Hewlett-Packard (HP) en 1939, rapidement devenu une des plus importantes entreprises d'électronique, d'instrumentation puis d'informatique du monde (classement mondial des entreprises leader par secteur).
Ce garage de « startup » est, à ce jour, avec les garage Apple et garage Google un des symboles du rêve américain / mythe fondateur, et est considéré officiellement par l'État de Californie comme le point de départ de la Silicon Valley, par son enregistrement en tant que California Historical Landmark en 1987, protection étendue en 2007 par son placement sur la liste du Registre national des lieux historiques.

## Historique
William Hewlett et David Packard, deux grands amis d'école, tous deux ingénieurs en électronique de l'université Stanford (promotion 1934), mettent au point un oscillateur audio de précision, le modèle 200A, à titre de projet de thèse universitaire de William Hewlett. Grâce à l'utilisation d'une ampoule électrique comme résistance stabilisée en température dans le circuit, cette innovation leur permet de simplifier l'utilisation de l'appareil et de baisser le coût de vente à 54,40 US dollars au lieu de 200 US dollars pour des versions moins stables.

Quelques images symboliques du « garage »
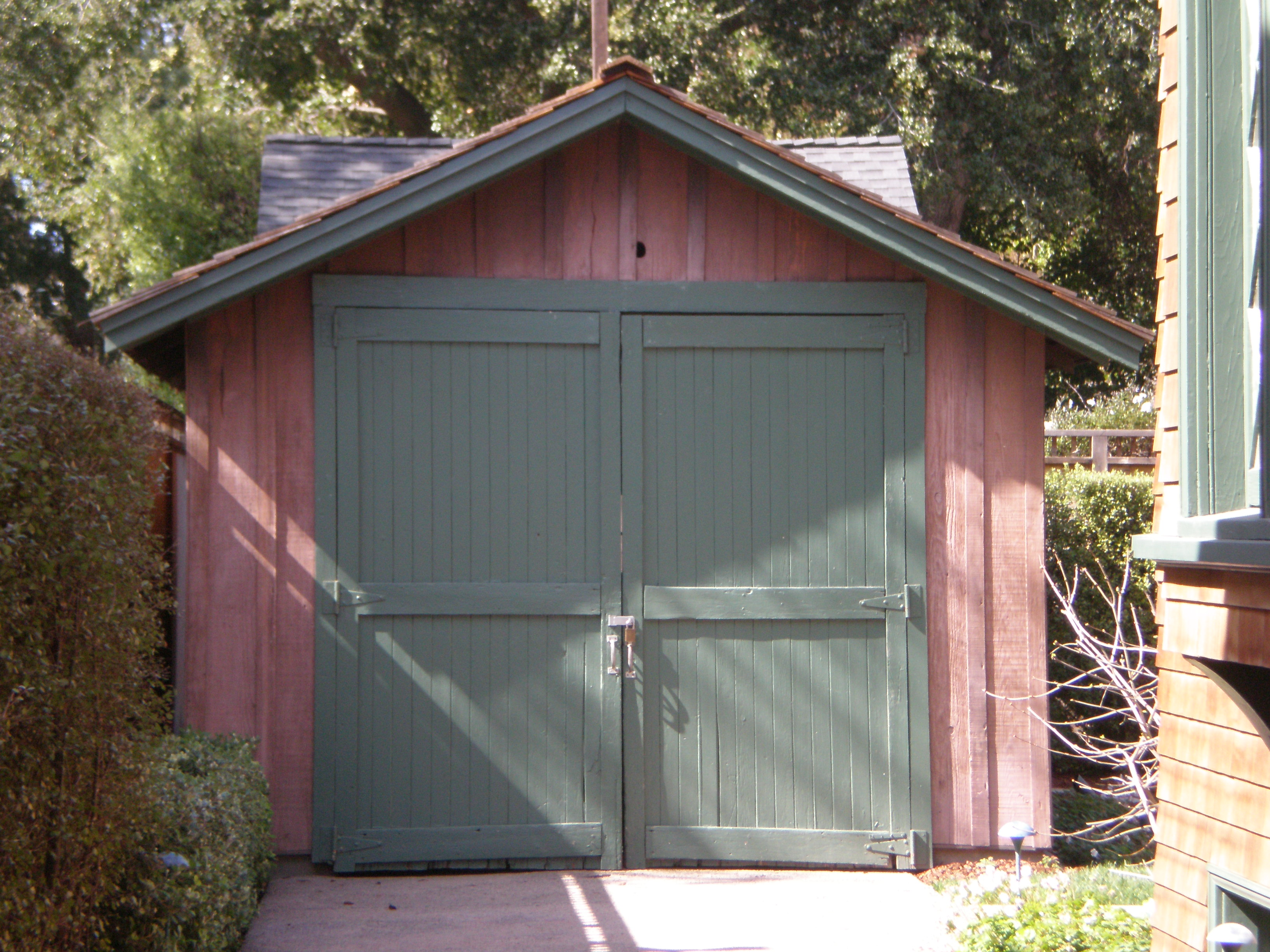
Le garage de HP, au 367-369 Addison Avenue à Palo Alto, en Californie.
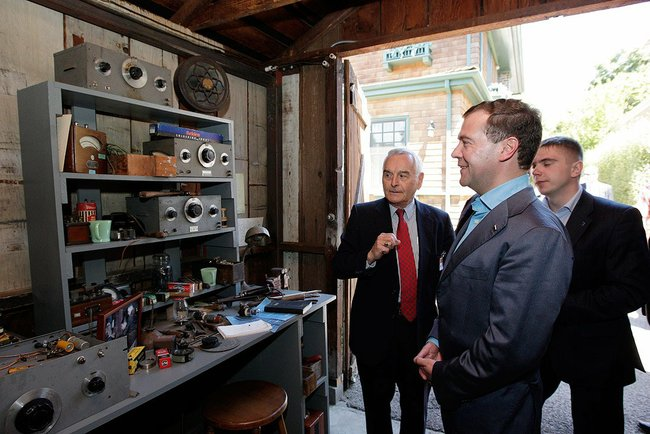
Visite du président russe Dmitri Medvedev, en 2010
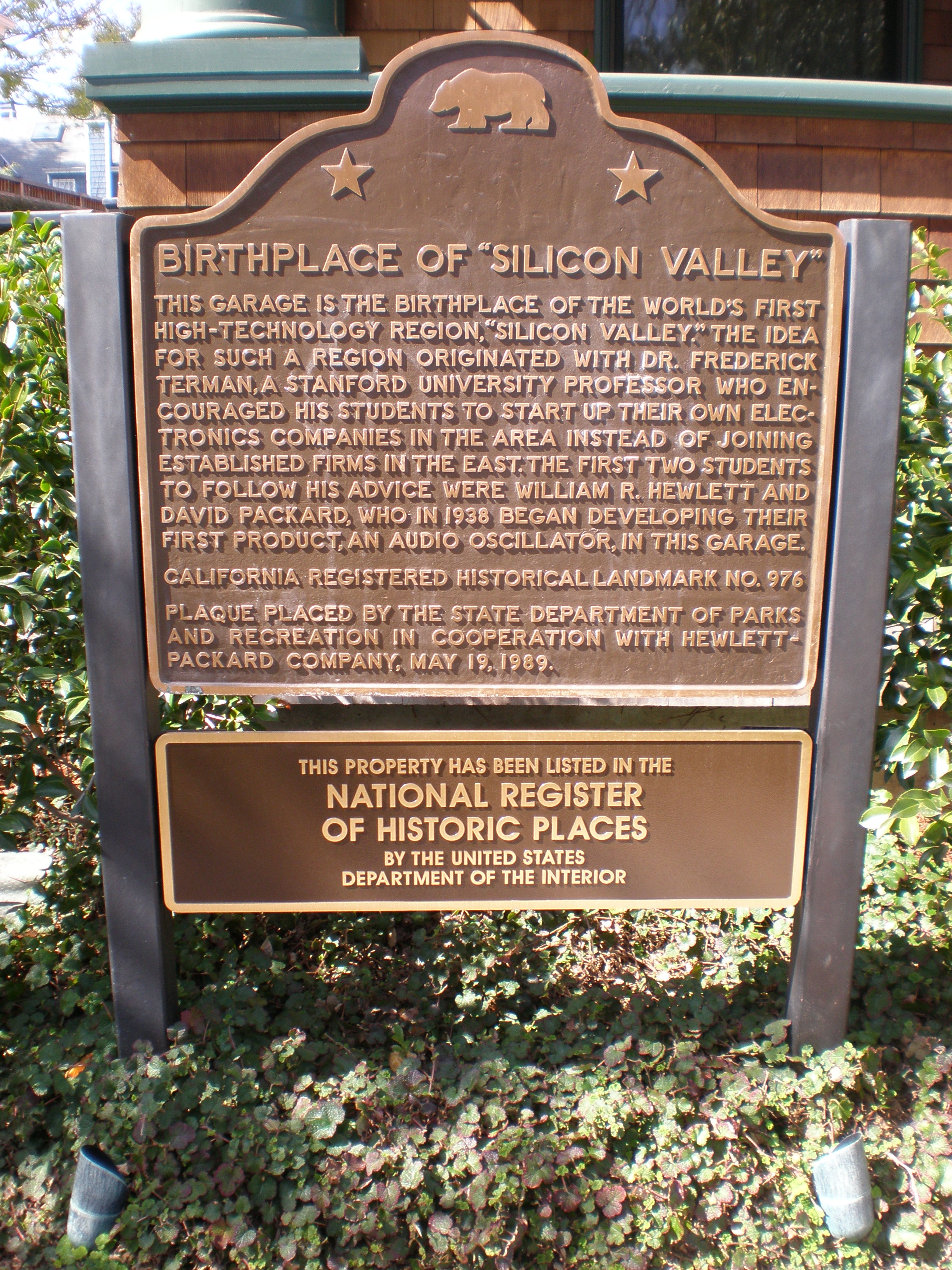
Registre national des lieux historiques.
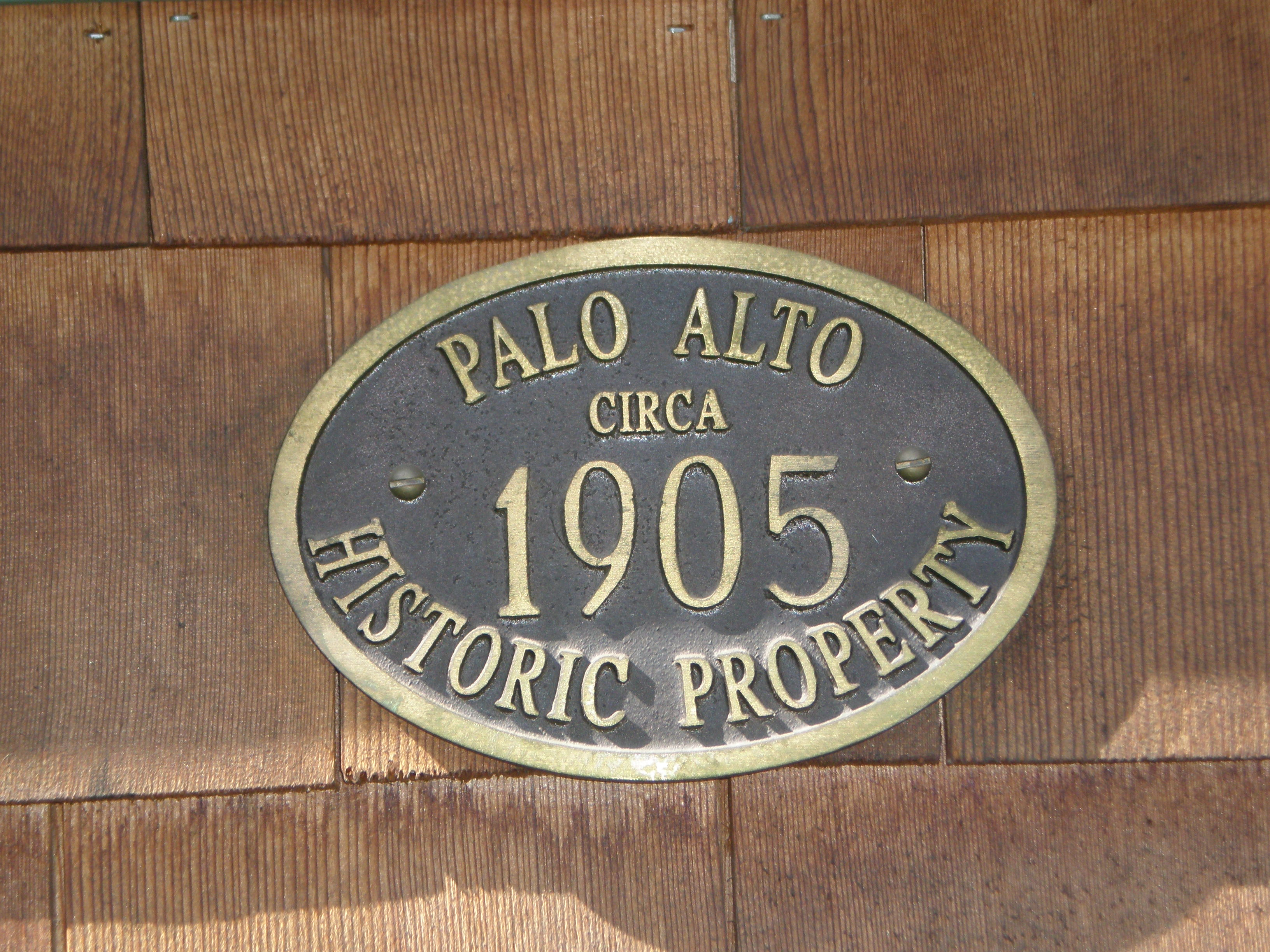
California Historical Landmark.

## Fondation de la société Hewlett-Packard
Le 1er janvier 1939, les deux ingénieurs fondent la société Hewlett-Packard avec 538 dollars en poche.
Leur premier client, les studios Walt Disney Pictures, leur achètent huit oscillateurs à basse fréquence, le modèle 200B, à 71,50 dollars chacun, pour synchroniser les effets sonores de leur film Fantasia et développer le système Fantasound (précurseur du Dolby Surround).
À la fin de 1939, une demi-douzaine de nouveaux produits d'électronique de mesure sont commercialisés, entre autres un analyseur d'ondes connaissant un gros succès commercial, donnant à Hewlett Packard une réputation de qualité et de fiabilité.
Hewlett-Packard devient alors rapidement une des quarante plus importantes entreprises multinationales du monde, d'abord dans les domaines de l'électronique et de l'instrumentation (scientifique et médicale), puis dans le domaine de l'informatique et des imprimantes.